# Banatska Topola
Banatska Topola (cyr. Банатска Топола) – wieś w Serbii, w Wojwodinie, w okręgu północnobanackim, w mieście Kikinda. W 2011 roku liczyła 866 mieszkańców.